# Nado sincronizado en los XXI Juegos Centroamericanos y del Caribe
Se detallan los resultados de las competiciones deportivas para la especialidad de Nado Sincronizado
en los XXI Juegos Centroamericanos y del Caribe.

## Nado Sincronizado
El campeón de la especialidad Nado Sincronizado fue  México.

### Medallero
Los resultados del medallero por información de la Organización de los Juegos Mayagüez 2010
fueron:

#### Medallero Total
País anfitrión en negrilla. La tabla se encuentra ordenada por la cantidad de medallas de oro.
| Núm.  | País      | Oro | Plata | Bronce | Total | Orden por Total |
| ----- | --------- | --- | ----- | ------ | ----- | --------------- |
| 1     | México    | 7   | 0     | 0      | 7     | 1               |
| 2     | Colombia  | 0   | 5     | 2      | 7     | 1               |
| 3     | Venezuela | 0   | 2     | 5      | 7     | 1               |
| TOTAL | TOTAL     | 7   | 7     | 7      | 21    |                 |

Fuente: Organización de los XXI Juegos Centroamericanos y del Caribe

#### Medallero por Género
País anfitrión en negrilla. La tabla se encuentra ordenada por la cantidad de medallas de oro.
| Clasificación por Oro | País      | Hombres | Hombres | Hombres | Hombres | Mujeres | Mujeres | Mujeres | Mujeres | TOTAL | Clasificación por Total |
| Clasificación por Oro | País      |         |         |         | Total   |         |         |         | Total   | TOTAL | Clasificación por Total |
| 1                     | México    | 0       | 0       | 0       | 0       | 7       | 0       | 0       | 7       | 7     | 1                       |
| 2                     | Colombia  | 0       | 0       | 0       | 0       | 0       | 5       | 2       | 7       | 7     | 1                       |
| 3                     | Venezuela | 0       | 0       | 0       | 0       | 0       | 2       | 5       | 7       | 7     | 1                       |
| TOTAL                 | TOTAL     | 0       | 0       | 0       | 0       | 7       | 7       | 7       | 21      | 21    |                         |

Fuente: Organización de los XXI Juegos Centroamericanos y del Caribe

### Múltiples Ganadores
El tablero de multimedallas para la de los XXI Juegos Centroamericanos y del Caribe Mayagüez 2010 
presenta a los deportistas destacados que conquistaron más de una medalla en las competiciones de Nado Sincronizado realizadas en Mayagüez, Puerto Rico.
Fuente: 
Organización de los XXI Juegos Centroamericanos y del Caribe Mayagüez 2010. 
| Clasificación del País | Clasificación del Total | Deportista        | País   | Disciplina        |   |   |   | Total |
| 1                      | 3                       | Nuria Diosdado    | México | Nado Sincronizado | 6 | 0 | 0 | 6     |
| 2                      | 7                       | Isabel Delgado    | México | Nado Sincronizado | 5 | 0 | 0 | 5     |
| 3                      | 29                      | Karem Achach      | México | Nado Sincronizado | 3 | 0 | 0 | 3     |
| 3                      | 29                      | Karla Arreola     | México | Nado Sincronizado | 3 | 0 | 0 | 3     |
| 3                      | 29                      | Jessica Becerra   | México | Nado Sincronizado | 3 | 0 | 0 | 3     |
| 3                      | 29                      | Mariana Cifuentes | México | Nado Sincronizado | 3 | 0 | 0 | 3     |
| 3                      | 29                      | Evelyn Guajardo   | México | Nado Sincronizado | 3 | 0 | 0 | 3     |
| 3                      | 29                      | Ofelia Pedrero    | México | Nado Sincronizado | 3 | 0 | 0 | 3     |
| 3                      | 29                      | Sofía Ríos        | México | Nado Sincronizado | 3 | 0 | 0 | 3     |
| 10                     | 95                      | Claudia Aceves    | México | Nado Sincronizado | 2 | 0 | 0 | 2     |